# هلن ویر
هلن وِیر (انگلیسی: Helen Ware؛ ۱۵ اکتبر ۱۸۷۷ – ۲۵ ژانویه ۱۹۳۹) بازیگر اهل ایالات متحده آمریکا بود.

## گزیدهٔ فیلم‌شناسی
- شکوه صبح (۱۹۳۳)
- شوهر جنگاور (۱۹۳۳)
- آبراهام لینکلن (۱۹۳۰)
- ورای رنگین‌کمان (۱۹۲۲)
- دیپ پرپل (۱۹۲۰)